# Ýerajy
Ýerajy (z turkm. dosł. gorzka ziemia; ros. Ераджи, Jeradży; Яраджи, Jaradży) – uroczysko saksaułu bezlistnego (czarnego, Haloxylon ammodendron) zlokalizowane w Turkmenistanie, w wilajecie lebapskim, na pustyni Kara-kum, na północ od miasta Mary i na północny zachód od Repeteckiej Stacji Piaszczysto-Pustynnej.
Ýerajy zajmuje obszar ok. 30 tys. ha. Część uroczyska o powierzchni 5591 ha stanowi od 2007 roku ostoję ptaków IBA organizacji BirdLife International. W 2023 roku część Ýerajy wraz z pobliskim Rezerwatem Biosfery Repetek wpisano na listę światowego dziedzictwa UNESCO jako jeden z czternastu obiektów w ramach wpisu seryjnego o nazwie Pustynie turańskie z mroźnymi zimami.

## Charakterystyka
Uroczysko to płaska kotlina sołonczakowo-czarnosaksaułowa uznana w 1977 roku za rezerwat przyrody (zakaznik). Na tym terenie rośnie najstarszy egzemplarz saksaułu bezlistnego na pustyni Kara-kum. Jest to również największe na tej pustyni skupisko tych roślin. Kotlina rozciąga się na osi NW-SE, a od północnego wschodu zakończona jest wyniosłą grzędą tworzoną przez barchany usypane przez wiatr z ruchomych piasków. Opady (około 120 mm rocznie) występują tu głównie zimą i wiosną (85%). W tym czasie zatrzymuje się tu zasolona woda, z czasem wysychająca i pozostawiająca kryształy soli. Południowe zbocza są bardziej połogie i białe od warstwy soli, północne są ziemiste i piaszczyste. Na nich występuje las saksaułowy. Dominują w nim osobniki ponad 80-letnie, wysokie na 5-8 metrów, sięgające korzeniami do 10 metrów w głąb ziemi (korzenie boczne do 9 metrów). Wywiercono tu też dwie ogólnie dostępne studnie. Okolice Ýerajy gromadzą wiele charakterystycznych dla pustyń form eolicznych. Oprócz saksaułu bezlistnego na terenie rezerwatu występują też: saksauł biały, Calligonum (kandymy), Karelinia caspia i solanki. Rozprzestrzenia się tutaj niekorzystny dla ekosystemu mech pustynny (Tortula desertorum). W latach 90. XX wieku uroczysko zostało wypełnione wodą, co skutkowało powstaniem grupy jezior o łącznej powierzchni 5600 ha i kompleksu mokradeł.

## Fauna
Faunę uroczyska reprezentują m.in. czarnuchowate (czernotiełki), krągłogłówka słoneczna czy Phrynocephalus. Występuje tu ok. 20 gatunków ryb, 2 gatunki płazów (Bufotes turanensis i żaba śmieszka), 25 gatunków gadów i ok. 30 gatunków ssaków. Awifauna obejmuje ok. 300 gatunków, w tym ponad 100 gatunków ptactwa wodnego, dla których podmokły teren Ýerajy jest korzystnym siedliskiem zwłaszcza podczas zimowych migracji. Występują tu m.in. pelikan kędzierzawy (Pelecanus crispus), podgorzałka (Aythya nyroca), sterniczka (Oxyura leucocephala), gęś mała (Anser erythropus) oraz marmurka (Marmaronetta angustirostris), a także 18 gatunków ptaków wędrownych niezwiązanych z wodą – błotniak zbożowy (Circus cyaneus), przepiórka (Coturnix coturnix), kraska (Coracias garrulus), żołna (Merops apiaster), żołna modrolica (Merops persicus), krętogłów (Jynx torquilla), gąsiorek (Lanius collurio), pasterz (Sturnus roseus), wójcik (Phylloscopus trochiloides), pierwiosnek (Phylloscopus collybita), piecuszek (Phylloscopus trochylus), muchołówka szara (Muscicapa striata), muchołówka mała (Ficedula parva), pleszka (Phoenicurus phoenicurus), pokląskwa (Saxicola rubetra), białorzytka (Oenanthe oenanthe), ortolan (Emberiza hortulana) i trznadel rudogłowy (Emberiza bruniceps).